# Alfonso Marra
Alfonso Ignazio Marra (* 20. November 1938 in Cicerale (Provinz Salerno)) ist ein italienischer Richter. Er war 2010 Präsident des Appellationsgerichtshofs Mailand und zuvor Präsident des Appellationsgerichtshofs Brescia.
Marra wurde im Juli 2010 vom Obersten Richterrat befragt, von diesem am 16. Juli 2010 vorübergehend suspendiert und trat schließlich am 21. Oktober 2010 zurück. Die Anschuldigung lautete, dass er nur durch Druck des Staatssekretärs des Justizministeriums Nicola Cosentino und des Koordinators der Regierungspartei Il Popolo della Libertà, Denis Verdini, ins Amt gekommen sei, um zwei dort laufende Prozesse gegen Ministerpräsident Silvio Berlusconi zu beeinflussen. Laut eigener Aussage dient sein Rücktritt dazu, diesen Vorwürfen besser entgegentreten zu können.